# 카를 마르크스의 역사이론
카를 마르크스의 역사이론(Karl Marx's Theory of History: A Defence)는 G. A. 코헨의 저서로 1978년에 출판되었다. 이 저서는 카를 마르크스의 소외, 착취, 역사적 유물론을 분석철학적 방법으로 재정립하려는 시도였다.  그는 마르크스주의를 해석하는 데 있어서, 과학적인 역사이론으로, 분석철학의 기술을 사용하여, 마르크스의 역사의 유물론주의자의 개념을 탐구하고 방어하였다. 이 저서의 영향으로 분석적 마르크스주의가 계발되는 데에 기여하였고 고전으로 일컬어진다.  이 방법은 '기술 결정론'으로도 불린다. 로저 스크러턴은 이 방법에 대하여, 필요한 개념의 개발이 얼마나 어려운지 보여주는 좋은 예라고 보았다.